# 気ままにロハススタイル
『気ままにロハススタイル』（きままにロハススタイル）は、2023年9月29日まで琉球放送（RBCテレビ）で放送されていたミニ番組。沖縄セルラーの一社提供。

## 放送時間
いずれも日本標準時。
- 月曜 - 金曜 18:48 - 18:55（2007年時点）[3]
- 月曜 - 金曜 17:45 - 17:50（2009年3月30日から）[4]
- 月曜 - 金曜 18:55 - 19:00（2010年時点）[5] - 以後、番組終了時までこの時間帯で放送。